# Jästbolaget
Jästbolaget Aktiebolag, är Sveriges enda tillverkare av bagerijäst. Fabriken, som ligger i Rotebro i Sollentuna kommun, är sedan 1974 landets enda i sitt slag. Jästbolaget har sitt ursprung i Svenska Jästfabriks AB, bildat 1919 på initiativ av Sten Westerberg genom sammanslagning av ett stort antal äldre, lokalt arbetande branschföretag. Det nuvarande bolagsnamnet tillkom 1993. Jästbolaget är sedan 2002 helägt av Orkla. Tidigare var Svenska Bageriförbundet delägare.

## Historik
År 1856 bildades Stockholms Aktiejästbolag av bagaren C. F. Lundholm. En mindre fabrik anlades vid Liljeholmen, som 1866 flyttades till Norra Humlegårdsgatan då stambanan drogs fram (numera tomten för Scandic hotel vid Karlavägen). Bolaget upplöstes 1884 och i stället bildades Stockholms Norra Jäst Aktiebolag. Fabriken flyttades samma år till det av bolaget arrenderade Kräftriket, där en fabriksbyggnad uppförts. Verksamheten var framgångsrik och tillverkningslokalerna snart för små. År 1893 flyttades tillverkningen till Rotebro, medan huvudkontor inreddes på Kammakargatan 62. År 1910 sammanslogs Stockholms Norra Jäst Aktiebolag och Göteborgs Jäst Aktiebolag och bildade Svenska Jästfabriks Aktiebolaget. År 1919 införlivades Nässjö Jästfabrik och Jästfabriken Activ i Tomelilla. Fabriken i Rotebro var 1924 Skandinaviens största jästfabrik och tillgodosåg då en tredjedel av det svenska behovet av pressjäst.
Den nuvarande fabriken i Rotebro byggdes 1980 och har idag har en kapacitet av 25 000 ton jäst (Kronjäst) om året. Omkring 9 000 ton går på export. Antalet anställda är omkring 60 st och årsomsättningen ligger på ca 200 miljoner kr.